# Klenje (Golubac)
Klenje (em cirílico:Клење) é uma vila da Sérvia localizada no município de Golubac, pertencente ao distrito de Braničevo, na região de Braničevo. A sua população era de 493 habitantes segundo o censo de 2002.

## Demografia
| 1948 | 1953 | 1961 | 1971 | 1981 | 1991 | 2002 |
| ---- | ---- | ---- | ---- | ---- | ---- | ---- |
| 884  | 960  | 967  | 852  | 794  | 655  | 493  |